# Bachten de Kupe (tijdschrift)
Bachten de Kupe is een heemkundig tijdschrift dat tussen 1959 en 2018 tweemaandelijks in Bachten de Kupe verscheen. Het werd gepubliceerd door de Regionale heemkring Bachten de Kupe. De focus lag op lokale, regionale en familiegeschiedenis op het grondgebied van het IJzerbekken, met de volgende regio's: de Westhoek (kust en hinterland), Westland (Poperinge, Ieper en omgeving), Middenkust (Nieuwpoort, Middelkerke), Oostland (Gistel, Oudenburg) en Frans-Vlaanderen.
Vanaf 1968 verscheen het zustertijdschrift Die Chronycke Bachten de Kupe. Vanaf 2004 verschenen de twee tijdschriften niet meer afzonderlijk.